# Blaženka Despot
Blaženka Despot, född 1 januari 1930 i Zagreb, död 18 februari 2001 i Zagreb, var en kroatisk filosof, marxistisk feminist och sociolog.
Despot avlade doktorsexamen år 1970. Fyra år senare utnämndes hon till biträdande professor i sociologi och politisk ekonomi. År 1980 blev hon ordinarie professor i marxism, socialism och socialistisk självförvaltning.